# Surprise (album, Paul Simon)
Surprise je jedenácté sólové studiové album amerického folk rockového hudebníka Paula Simona, známého především z dua Simon & Garfunkel. Album vyšlo v roce 2006 u Warner Bros. Records.

## Seznam skladeb
Všechny skladby napsal(i) Paul Simon, pokud není uvedeno jinak. 
| Pořadí | Název                               | Autor            | Délka |
| ------ | ----------------------------------- | ---------------- | ----- |
| 1.     | How Can You Live in the Northeast   |                  | 3:42  |
| 2.     | Everything About It Is a Love Song  |                  | 3:57  |
| 3.     | Outrageous                          | Simon, Brian Eno | 3:24  |
| 4.     | Sure Don't Feel like Love           |                  | 3:57  |
| 5.     | Wartime Prayers                     |                  | 4:49  |
| 6.     | Beautiful                           |                  | 3:07  |
| 7.     | I Don't Believe                     |                  | 4:09  |
| 8.     | Another Galaxy                      | Simon, Eno       | 5:22  |
| 9.     | Once Upon a Time There Was an Ocean | Simon, Eno       | 3:55  |
| 10.    | That's Me                           |                  | 4:43  |
| 11.    | Father and Daughter                 |                  | 4:11  |

## Sestava
- Paul Simon – zpěv, kytara
- Adrian Simon – zpěv
- Jessy Dixon – zpěv
- Vincent Nguini – akustická kytara
- Bill Frisell – elektrická kytara
- Herbie Hancock – piáno
- Gil Goldstein – harmonium, klávesy
- Alex Al – baskytara
- Abraham Laboriel – baskytara
- Pino Palladino – baskytara
- Leo Abrahams – bezpražcová basa
- Robin DiMaggio – bicí
- Steve Gadd – bicí
- Jamey Haddad – perkuse
- Brian Eno – zvukové efekty